# Estádio Alfredo Jaconi
Estádio Alfredo Jaconi – stadion piłkarski w Caxias do Sul, Rio Grande do Sul, Brazylia, na którym swoje mecze rozgrywa klub EC Juventude.
Nazwa stadionu została nadana ku pamięci Alfredo Jaconi, który był zawodnikiem, managerem i prezesem klubu w latach 30. i 40.

## Historia
- 1972 – początek budowy
- 1975 – koniec budowy
- 3 marca 1975 – inauguracja
- 4 kwietnia 1975 – pierwsza bramka na Estádio Alfredo Jaconi, której strzelcem jest Ronaldo zawodnik SE Palmeiras w wygranym przez nich 3-0 meczu z Juventude
- 1999 – początek rozbudowy
- 21 czerwca 1999 – rozegrany zostaje pierwszy mecz finałowy Copa do Brasil. Juventude wygrywa 2-1 z Botafogo. Po remisie w drugim meczu Juventude zdobywa puchar
- 16 lutego 2000 – pierwszy mecz w Copa Libertadores de América na Estádio Alfredo Jaconi w którym Juventude pokonuje 1-0, El Nacional z Ekwadoru
- 27 listopada 2002 – rekord frekwencji
- 2005 – koniec rozbudowy